# Margaret Mahler
Margaret Mahler, nata Schonberger (Sopron, 10 maggio 1897 – New York, 2 ottobre 1985), è stata una psicoanalista e psicoterapeuta ungherese.

## Biografia
Nata a Sopron, una piccola cittadina ungherese, nel 1913 si trasferì a Budapest per studiare. 
Qui incontrò Sándor Ferenczi, e fu da lui interessata alla psicoanalisi.
Iscrittasi a Storia dell'Arte, a inizio 1917 passò a studiare Medicina. Nel 1918 si trasferì, sempre per ragioni di studio, a Monaco, e successivamente a Jena dove nel 1922 si laureò.
Il suo percorso all'interno della Società di Psicoanalisi fu in principio difficile e sofferto. Come lei stessa spiegò nella propria autobiografia, la sua domanda di adesione venne rifiutata da Helene Deutsch. Solo allorché ella divenne collaboratrice e ebbe intrapreso un rapporto sentimentale con August Aichhorn fu ammessa alla Società di Psicoanalisi di Vienna.
Nel 1936, all'età di 39 anni, sposò Paul Mahler e da questo punto verrà chiamata col cognome del marito. Dopo aver conseguito la formazione psicoanalitica a Vienna, si trasferì negli Stati Uniti, dove lavorò al Children's Service del New York State Psychiatric Institute e successivamente alla Columbia University, dove portò significativi contributi nel campo della psicoterapia delle psicosi infantili.
Fu un'importante esponente della corrente psicoanalitica nota come "Psicologia dell'Io". Si occupò sia di psicopatologia che di sviluppo psicologico normale.

## Teoria
Secondo Mahler la nascita psicologica e quella biologica non coincidono; ma la prima è un processo le cui tappe fondamentali si svolgono nelle prime fasi di vita, ma che comunque proseguono anche oltre. 
Nel modello Mahleriano, sono previste diverse fasi della "nascita psicologica".
Nelle prime quattro-cinque settimane di vita il bambino vive una fase di cosiddetto "autismo normale", che si caratterizza per la mancanza relativa di investimento agli stimoli esterni. In questo periodo il bambino ha lunghi periodi di sonno, sonnolenza, e semi-veglia, di durata maggiore rispetto alla veglia attiva. Il bambino non ha consapevolezza del suo "caregiver" (l'"agente di cure", solitamente la madre), ma ciò che regola il suo ritmo sonno/veglia sono lo stimolo della fame e l'alternanza bisogno-soddisfazione.
La seconda fase del modello Mahleriano è detta "simbiotica", e dura fino al quarto mese. Il bambino comincia ad avere una vaga consapevolezza dell'agente di cure  (ovvero, l'"oggetto che soddisfa i bisogni"). Il bambino si comporta e agisce come se lui e la madre fossero una sorta di unità onnipotente, racchiusa dentro uno stesso confine; si tratta di uno stato di non- differenziazione (definito "fusione somatopsichica allucinatoria o illusionale onnipotente"), con la rappresentazione della madre. È una simbiosi impropriamente detta, perché il rapporto non è alla pari, ma il bambino è estremamente dipendente.
L'ultima fase del modello è il cosiddetto "processo di separazione-individuazione", che avviene tra il quarto mese e il terzo anno di vita. L'individuazione riguarda la maturazione e la strutturazione del senso di identità; mentre la separazione ha una dimensione intrapsichica, e riguarda la percezione di essere separati dall'unità simbiotica, oggetto d'amore.
Secondo M. Mahler, il processo di separazione-individuazione prevede quattro sottostadi:
1. differenziazione e sviluppo dell'immagine corporea (4º-8º mese);
2. sperimentazione (8º-14º mese);
3. riavvicinamento (14º-24º mese);
4. costanza dell'oggetto libidico (3º anno).

### Differenziazione
Questa fase corrisponde alla presa di coscienza del corpo del bambino. Grazie alla coordinazione motoria, il bambino apprende il proprio schema corporeo (con le mani e la bocca esplora tutto il suo corpo). Verso i 6 mesi, esplora gli oggetti che si trovano alla sua portata ed il viso di sua madre (i capelli, il naso, gli occhi, ...). A 7-8 mesi, il bambino distingue la madre dalle altre persone. A quest'età sperimenta reazioni di angoscia quando la madre lo lascia, e reagisce in modo diverso in base alle persone presenti.
Il bambino comincia a differenziarsi dalla madre, assimilando modelli comportamentali con cui potrà stimolarsi e autoregolarsi in futuro. La differenziazione inizia con la schiusura in cui il bambino esce dalla diade simbiotica con la madre, e continua con l’ispezione doganale in cui dopo aver ispezionato il volto di estranei può sperimentare sensazioni di angoscia e stress.

### Sperimentazione
Inizialmente la differenziazione si sovrappone ancora all’inizio di questo stadio.
I progressi dell'attività sensomotoria del bambino giocano un ruolo importante nell'evoluzione delle sue relazioni con la madre: egli si arrampica, si sposta sempre più e iniziano i primi esperimenti di deambulazione, gattonando. Il neonato ha così la possibilità di allontanarsi o di avvicinarsi a sua madre. Infatti, in questo stadio predomina l’euforia e un sopravventoso interesse per l’esplorazione autonoma. Egli crea una "distanza ottimale" con la mamma, e giocando riesce a controllare la sua paura della separazione. Il bambino familiarizza progressivamente con il suo ambiente, che esplora attivamente, ma necessita di un rifornimento affettivo per ricaricarsi emotivamente e poter ripartire all’esplorazione mantenendo una sicurezza soggettiva.
Andrà anche a scegliersi "un pezzo di stoffa" o uno specifico giocattolo (il cosiddetto "oggetto transizionale"), al quale si attaccherà in assenza del caregiver. Questo oggetto renderà l’assenza emotivamente più sopportabile, permettendo una autoregolazione affettiva.
Più tardi, l'atto del camminare diverrà un modo per affermare ancora di più la propria individualità, ma sarà la base sicura eventualmente creatasi nella relazione con la figura di accudimento a permettere un distacco senza sentirsi completamente abbandonato.

### Riavvicinamento
Si notano due comportamenti tipici di quest'età: il dare molta attenzione a fatti e gesti della mamma, ed una successione di movimenti di avvicinamento e di allontanamento del bambino nei confronti di sua madre. Verso i 21 mesi, il bambino è capace di trovare una distanza ideale dalla madre. I progressi del linguaggio sono molto importanti in questa nuova tappa. Il bambino è adesso capace di sopportare le attese e le frustrazioni, e si sente interiormente al sicuro.

### Costanza dell'oggetto libidico
Il bambino ha adesso una rappresentazione stabile, permanente e distinta di lui e sua madre. Non solo egli si sente veramente separato da sua madre, ma percepisce anche le sue caratteristiche sessuali, cioè si percepisce come femmina o maschio, con degli organi sessuali propri della sua identità sessuale. È nel corso di questa fase che l'individualità del bambino si afferma. Egli sta insieme ad altri bambini, utilizza i pronomi personali ed il suo senso del tempo si sviluppa.
Al termine di questi 3 anni il bambino si è creato la propria identità, percepisce chi è. Non solo sa di essere diverso da sua madre, ma conosce bene il suo nome, non piange più quando la mamma è assente, ha la propria vita all'asilo, poi a scuola. Tuttavia, questo processo di separazione e di individuazione non è del tutto terminato, e delle frustrazioni o angosce troppo intense possono farlo regredire.